# 恵庭市消防本部
恵庭市消防本部（えにわししょうぼうほんぶ）は、北海道恵庭市の消防部局（消防本部）。

## 沿革
「消防の沿革」参照
恵庭の消防は、1915年（大正4年）に私設茂漁火防組、私設漁火防組、私設恵庭火防組、私設島松消防組が設立され、これらが公認され恵庭村消防組として発足したことに始まる。1939年（昭和14年）に消防組を警防団に改組し、恵庭村警防団となり、1947年（昭和22年）に消防団に改組し、恵庭村消防団となる。1951年（昭和26年）の町制施行に伴い、恵庭町消防団となった。
- 1964年（昭和39年）：恵庭町消防本部設置。
- 1968年（昭和43年）：恵庭町消防署設置。救急業務開始。
- 1970年（昭和45年）：市制施行に伴い、恵庭市消防本部・恵庭市消防署となる。
- 1974年（昭和49年）：島松分遣所開設。
- 1975年（昭和50年）：島松分遣所が出張所に昇格。
- 1980年（昭和55年）：消防総合庁舎竣工。
- 1995年（平成07年）：南出張所開設。
- 1997年（平成09年）：島松出張所移転。
- 2001年（平成13年）：消防緊急通信指令施設運用開始。
- 2013年（平成25年）：石狩振興局管内の消防救急デジタル無線共同運用開始。

## 組織
- 消防本部
  - 総務課
  - 警防課
  - 予防課
- 消防署
  - 消防課
  - 島松出張所
  - 南出張所

## 消防車両
「消防車両等の現勢」参照
- 水槽付ポンプ車：3
- ポンプ車：1
- 小型動力ポンプ付水槽車：1
- はしご付ポンプ車：1
- 化学車：1
- 救助工作車：1
- 指揮車：1
- 小型動力ポンプ：1
- 救急車：4
- 広報車：4
- 赤バイ：3
- 資機材運搬車：1

## 消防署
| 消防署       | 住所         | 出張所                            |
| ------------ | ------------ | --------------------------------- |
| 恵庭市消防署 | 有明町2-4-14 | 島松：南島松396-3 南：和光町4-2-1 |